# Вальс (фильм, 2007)
Вальс ( итал. Valzer) — итальянский фильм 2007 года, снятый режиссером Сальваторе Мария по своему сценарию. Впервые он был представлен на 64-м Венецианском международном кинофестивале.

## Сюжет
Ассунта, молодая девушка, работает в роскошном отеле, где проходит шумная встреча руководителей Футбольной ассоциации. Здесь же  появляется человек, только что вышедший из тюрьмы, отец Лючии, подруги Ассунты.

## В ролях
- Бенедикта Бокколи — Мария
- Марина Рокко — Лючия
- Маурицио Микели — отец Лючии
- Валерия Соларино — Ассунта
- Грациано Пьяцца — вождь
- Эудженио Аллегри — профессор
- Заира Берразуга — Фатима
- Кристина Серафини — молодой менеджер
- Джузеппе Моретти — Витторио
- Франческо Фелетти — помощник шефа
- Франческо Кордио — молодой тренер
- Розария Руссо — женщины хаммама

## Съёмочная группа
- Сценарист — Сальваторе Майра
- Режиссёр — Сальваторе Майра
- Оператор — Маурицио Кальвези
- Композитор — Никола Кампогранде